# Felice Bambini
Felice Bambini   (Bolonya, 1742 - París, 21 d'octubre de 1810), nom complet en francès Félix Antoine Marcel, fou un músic i compositor italià establert a França.
Va ser un nen prodigi al clavicèmbal i ja als nou anys ja acompanyava l'orquestra del grup d'òpera del seu pare, Eustacchio (Pesaro, 1697-1770): la Compagnie des Bouffons (a l'origen de la "Querelle des Bouffons").
Establert a París, a partir de 1762 esdevingué professor de piano i compositor d'obres instrumentals i líriques.
Va compondre un Méthode de piano, en col·laboració amb Nicolay; sis simfonies, vuit sonates per a piano, les òperes L'amor el porta, Maturin, Els amants del poble i Nicasio, diversos trios per a violí i composicions per a violí i piano.